# Зоря (Вавозький район)
Зоря́ (рос. Заря) — присілок у Вавозькому районі Удмуртії, Росія.
Населення — 2 особи (2010; 18 в 2002).
Національний склад (2002):
- удмурти — 72 %
- росіяни — 28 %

Урбаноніми:
- вулиці — Зоря, Лучна